# Camillina
Camillina is een geslacht van spinnen uit de familie bodemjachtspinnen (Gnaphosidae).

## Soorten
De volgende soorten zijn bij het geslacht ingedeeld:
- Camillina aldabrae (Strand, 1907)
- Camillina antigua Platnick & Shadab, 1982
- Camillina arequipa Platnick & Shadab, 1982
- Camillina balboa Platnick & Shadab, 1982
- Camillina bimini Platnick & Shadab, 1982
- Camillina biplagia Tucker, 1923
- Camillina brasiliensis Müller, 1987
- Camillina caldas Platnick & Shadab, 1982
- Camillina calel Platnick & Shadab, 1982
- Camillina campeche Platnick & Shadab, 1982
- Camillina capensis Platnick & Murphy, 1987
- Camillina cauca Platnick & Shadab, 1982
- Camillina cayman Platnick & Shadab, 1982
- Camillina chiapa Platnick & Shadab, 1982
- Camillina chilensis (Simon, 1902)
- Camillina chincha Platnick & Shadab, 1982
- Camillina claro Platnick & Shadab, 1982
- Camillina colon Platnick & Shadab, 1982
- Camillina cordifera (Tullgren, 1910)
- Camillina cordoba Platnick & Murphy, 1987
- Camillina cruz Platnick & Shadab, 1982
- Camillina cui Platnick & Murphy, 1987
- Camillina desecheonis (Petrunkevitch, 1930)
- Camillina elegans (Bryant, 1940)
- Camillina europaea Dalmas, 1922
- Camillina fiana Platnick & Murphy, 1987
- Camillina gaira Platnick & Shadab, 1982
- Camillina galapagoensis (Banks, 1902)
- Camillina galianoae Platnick & Murphy, 1987
- Camillina huanta Platnick & Shadab, 1982
- Camillina isabela Platnick & Murphy, 1987
- Camillina isla Platnick & Shadab, 1982
- Camillina javieri Alayón, 2004
- Camillina jeris Platnick & Shadab, 1982
- Camillina kaibos Platnick & Murphy, 1987
- Camillina kochalkai Platnick & Murphy, 1987
- Camillina longipes (Nicolet, 1849)
- Camillina madrejon Platnick & Murphy, 1987
- Camillina mahnerti Platnick & Murphy, 1987
- Camillina major (Keyserling, 1891)
- Camillina marmorata (Mello-Leitão, 1943)
- Camillina maun Platnick & Murphy, 1987
- Camillina mauryi Platnick & Murphy, 1987
- Camillina merida Platnick & Shadab, 1982
- Camillina minuta (Mello-Leitão, 1941)
- Camillina mogollon Platnick & Shadab, 1982
- Camillina mona Platnick & Shadab, 1982
- Camillina namibensis Platnick & Murphy, 1987
- Camillina nevada Platnick & Shadab, 1982
- Camillina nevis Platnick & Shadab, 1982
- Camillina nova Platnick & Shadab, 1982
- Camillina oruro Platnick & Shadab, 1982
- Camillina pavesii (Simon, 1897)
- Camillina pecki Baert, 1994
- Camillina pedestris (O. P.-Cambridge, 1898)
- Camillina penai Platnick & Murphy, 1987
- Camillina pernambuco Müller, 1987
- Camillina pilar Platnick & Murphy, 1987
- Camillina piura Platnick & Shadab, 1982
- Camillina procurva (Purcell, 1908)
- Camillina puebla Platnick & Shadab, 1982
- Camillina pulchra (Keyserling, 1891)
- Camillina punta Platnick & Shadab, 1982
- Camillina recife Müller, 1987
- Camillina relucens (Simon, 1893)
- Camillina rogeri Alayón, 1993
- Camillina samariensis Müller, 1988
- Camillina sandrae Baert, 1994
- Camillina setosa Tucker, 1923
- Camillina shaba FitzPatrick, 2005
- Camillina smythiesi (Simon, 1897)
- Camillina tarapaca Platnick & Shadab, 1982
- Camillina taruma Platnick & Höfer, 1990
- Camillina tsima Platnick & Murphy, 1987
- Camillina ventana Ferreira, Zambonato & Lise, 2004